# Padina (Kardzjali)
Padina (Bulgaars: Падина) is een dorp in het zuiden van Bulgarije. Het dorp is gelegen in de gemeente Ardino in de oblast  Kardzjali. Het dorp ligt hemelsbreed ongeveer 28 km ten zuidwesten van Kardzjali en 195 km ten zuidoosten van Sofia. 

## Geschiedenis
In 1981 werd het dorp Baitsjevo gescheiden van Padina, maar in 2000 werd het weer herenigd met Padina. Dat is ook de reden waarom de bevolking van het dorp tussen 1975 en 1985 ruim 700 inwoners verloor en tussen 1992 en 2001 weer met ongeveer 600 inwoners toenam (zie: onderstaande tabel).

## Bevolking
Op 31 december 2020 telde het dorp volgens de officiële cijfers van het Nationaal Statistisch Instituut van Bulgarije 764 inwoners. 
|  |

In de officiële volkstelling van 1 februari 2011 reageerden 565 van de in totaal 982 inwoners. Van deze 565 respondenten gaven 515 personen aangesloten te zijn bij de "Bulgaarse" etnische groep. Daarnaast identificeerden 4 personen zichzelf als “Turken”. De overige ondervraagden hebben geen etnische afkomst gespecificeerd. 
| Etnische samenstelling van de respondenten (2011) | Etnische samenstelling van de respondenten (2011) | Etnische samenstelling van de respondenten (2011) | Etnische samenstelling van de respondenten (2011) | Etnische samenstelling van de respondenten (2011) |
| ------------------------------------------------- | ------------------------------------------------- | ------------------------------------------------- | ------------------------------------------------- | ------------------------------------------------- |
|                                                   |                                                   |                                                   |                                                   |                                                   |
| Bulgaren                                          | Bulgaren                                          |                                                   | 91,2%                                             | 91,2%                                             |
| Turken                                            | Turken                                            |                                                   | 0,7%                                              | 0,7%                                              |
| Roma                                              | Roma                                              |                                                   | 0,0%                                              | 0,0%                                              |
| Anders/Onbekend                                   | Anders/Onbekend                                   |                                                   | 8,1%                                              | 8,1%                                              |